# The Dead 60s
The Dead 60s waren eine Rockband aus Liverpool, England, die zuvor als Resthome und bis 2003 als Pinhole auftrat. Die Mitglieder gaben zum 11. Februar 2008 ihre Trennung bekannt.

## Geschichte
The Dead 60s vermischen Punk-Rock, Ska und Reggae, so dass Vergleiche zu The Clash, The Specials, Gang of Four und King Tubby in Indie-Kreisen aufgekommen sind.
In Deutschland erreichten The Dead 60s mit dem nur als Download vertriebenen Song „Riot Radio“ 2005 ein erstes Publikum. Einem größeren Kreis wurden sie erst durch das am 30. September 2005 veröffentlichte Album mit dem Titel „The Dead 60s“ bekannt. Das Album kam in Deutschland auch als limitierte Doppel-CD auf den Markt; die zweite CD, „Space Invader Dub“, enthält die meisten B-Seiten, die auf den Singles, die in Großbritannien vertrieben wurden, auftauchten.
Im Laufe des Jahres 2007 wurde der deutsche Markt strategisch mehr berücksichtigt. Der Song „Ghostfaced Killer“ wurde am 9. März 2007 in einer Remix-Version (als sogenannter „Neues vom Wixxer-Remixx“) mit Madness, die die Bläser beisteuerten, als Titelsong des Films Neues vom Wixxer veröffentlicht. Zeitgleich zum Filmrelease wurde auch das Debütalbum in einer Neuauflage erneut veröffentlicht.
Das zweite Album, „Time To Take Sides“, kam am 10. August 2007 in den Handel und enthält, im Gegensatz zum Debüt, mehr Pop-Rock-Elemente. Außerhalb Deutschlands und Frankreichs, wo die Dead 60s stärker wahrgenommen wurden als in Deutschland, wurde dieses Album erst Anfang 2008 herausgebracht.

## Diskografie

### Alben
| Jahr | Titel        | Höchstplatzierung, Gesamtwochen, AuszeichnungChartsChartplatzierungen (Jahr, Titel, Platzierungen, Wochen, Auszeichnungen, Anmerkungen) | Anmerkungen |
| Jahr | Titel        | UK | Anmerkungen |
| ---- | ------------ | --- | ----------- |
| 2005 | The Dead 60s | UK23 Silber · (3 Wo.)UK |             |

Weitere Alben
- 2007: Time to Take Sides

### EPs
- 2001: Breaking Hearts & Windows
- 2002: So Over You / Morning Rain

### Singles
| Jahr | Titel Album                    | Höchstplatzierung, Gesamtwochen, AuszeichnungChartsChartplatzierungen (Jahr, Titel, Album, Platzierungen, Wochen, Auszeichnungen, Anmerkungen) | Anmerkungen |
| Jahr | Titel Album                    | UK | Anmerkungen |
| ---- | ------------------------------ | --- | ----------- |
| 2004 | Riot Radio The Dead 60s        | UK30 (2 Wo.)UK |             |
| 2005 | The Last Resort The Dead 60s   | UK24 (2 Wo.)UK |             |
| 2005 | Loaded Gun The Dead 60s        | UK28 (2 Wo.)UK |             |
| 2006 | Ghostfaced Killer The Dead 60s | UK25 (3 Wo.)UK |             |
| 2007 | Stand Up Time To Take Sides    | UK54 (1 Wo.)UK |             |

Weitere Singles
- 2004: You’re Not the Law (limitierte Auflage mit 2000 Kopien)
- 2007: Ghostfaced Killer (Neues vom Wixxer Remixx) (Neuauflage für den deutschen Markt)